# 阿部正与
阿部 正與（あべ まさとも）は、安土桃山時代から江戸時代前期の武将。清洲藩家老、のち尾張藩家老。
通称は七之助、善兵衛、河内。官位は従五位下河内守。名は正興と書くことが多く、『日本人名大辞典』は「まさおき」と読むが、江戸幕府で編纂された『寛永諸家系図伝』と『寛政重修諸家譜』、尾張藩で編纂された『士林泝洄』のいずれの系譜も正與（略字・常用漢字で正与）と書き、「まさとも」と読む。

## 生涯
天正元年（1573年）、徳川家康の家臣阿部正勝の三男として生まれた。長男正次（岩槻藩主・大坂城代）と次男忠吉（旗本・大番頭）は同母兄に当たる。
天正18年（1590年）、小田原征伐で初陣。先鋒の松平康重隊に加わり、馬から降りて槍を取って追撃していたところを敵兵に囲まれて多数の傷を受け、助けに入った家臣も討たれる窮地に陥ったが、味方の援護で辛うじて生還した。文禄元年（1592年）、武蔵国忍城主となって10万石を得た家康の四男松平忠吉に附属され、700石を与えられた。
慶長5年（1600年）、関ヶ原の戦いで先陣を切った松平忠吉・井伊直政隊で戦功を挙げ、忠吉が尾張国清洲52万石に封じられると3000石を与えられて家老に任命された。慶長10年（1605年）、忠吉の従三位左近衛権中将昇叙に合わせて従五位下河内守に叙任され、翌11年（1606年）、忠吉に尾張国知多郡10万石が加増されると2000石を加増された。この頃に作成された清洲藩の分限帳によれば、同心25人と合わせて1万2250石を預かっていた。
慶長12年（1607年）、忠吉が死去して東条松平家が無嗣断絶し、代わって家康の九男徳川義直に尾張国一国が与えられると、家康の命により他の忠吉家臣とともに義直に仕え、引き続き同心頭を務めた。このとき、忠吉の清洲入封以降に加増された知行は収公され、3000石に戻った。慶長14年（1609年）、藩内の対立から正與の妻の父である富永忠兼ら東条松平家重臣が改易されるが、正與は連座を被らず、さらに2000石の加増を受けて以前と同じ5000石に復した。
慶長19年（1614年）、20年（1615年）の大坂の陣に同心を率いて出陣し、
竹腰正信の隊に属した。その後、3000石を加増されて8000石となり、丹羽郡瀬部村（現在の愛知県一宮市瀬部）を中心に尾張国北部にまとまった知行地を持った。
元和3年（1617年）、滝川忠征に次いで家中で4人目、幕下御附属衆（徳川宗家から尾張徳川家に直に附属された者）以外の甚太郎衆（松平忠吉旧臣）からは最初の年寄（家老）に任命された。
寛永17年（1640年）、現職のまま死去した。享年68。旧主松平忠吉の菩提寺性高院に葬られ、宝永8年（1711年）に在所瀬部村に阿部家菩提所として建立された日観寺に改葬された。明治維新後、阿部家の没落により日観寺は廃寺となり、寺の跡地は一宮市立瀬部小学校の校地となって、小学校の西に阿部家代々の墓石のみが残っている。

## 系譜
- 父：阿部正勝（1541 - 1600）
- 母：江原定次の娘
  - 長兄：阿部正次（1569 - 1647） – 子孫は備後福山藩主
  - 次兄：阿部忠吉（1570 - 1624） – 子孫は陸奥棚倉藩主
- 正室：富永忠兼（清洲藩家老）の娘
  - 長男：阿部正致（? - 1655） – 尾張藩年寄（8000石）
  - 次男：阿部正周（? - 1680） – 大番頭を経て藩主世子綱誠の傅役（2000石）となるが、故あって改易[2]
  - 長女：石川光忠（尾張藩士・1万石）室
  - 次女：千村重長（尾張藩士・4400石）室
  - 三女：滝川時成（尾張藩士・6000石）室[注釈 3]
  - 四女：山村良豊（尾張藩士・5700石）室

正與の死後、嫡男正致が家禄8000石と同心を引き継ぎ、慶安元年（1648年）に年寄に就任するが、承応4年（1655年）に没し、嫡男正治は同心を召し上げられた。さらに延宝4年（1676年）、正治は乱心して蟄居させられて所領を没収されるが、石川正光（正與の外孫）の三男正寛が阿部姓を名乗って名跡継承を許され、2000石を与えられた。
正寛は元禄6年（1693年）に前藩主徳川光友附年寄、13年（1700年）に光友が没すると加判の年寄に加えられ、再び同心を預けられて家禄も5000石まで加増。また在所の瀬部村に屋敷と菩提所の日観寺を建てた。享保5年（1720年）に正寛が致仕した後、嫡男正恭は19歳で死去し、後を継いだ弟の正茂は3000石に減知されたが、寛保3年（1743年）から明和4年（1767年）に死去するまで年寄を務めて1000石の加増を受けた。
以後、阿部家は4000石を世禄として正茂 - 正嘉 - 正長 - 正信 - 正直 - 正傷と続いた。幕末の当主正傷は維新後、名古屋城三の丸郭内の屋敷を引き払って味噌溜商になった。